# 胡縛理
胡縛理（法語：Louis-Simon Faurie；1824年6月12日—1871年6月21日）是天主教法國籍主教及巴黎外方傳教會會士。曾任貴州宗座代牧區宗座代牧（1853年-1871年）。

## 生平
胡縛理出生於1824年6月12日，在法蘭西王國吉倫特省的市鎮蒙塞居爾。1850年，他於25歲時加入巴黎外方傳教會會士。同年12月21日，胡縛理晉鐸，1851年3月13日离开巴黎赴中國貴州省傳教，1852年2月抵达贵阳，担任六冲关修院院长。
1853年4月8日，胡縛理在26歲時獲時任教宗庇護九世任命為貴州宗座代牧區宗座代牧，領銜阿爾巴尼亞阿波羅尼亞教區主教。1860年9月2日，在重庆川东修院，由四川東境宗座代牧范若瑟主教主禮晉牧。

### 青岩教案
1861年3月20日，胡傅理獲得准許進入貴州。同年端午節，青岩大修院的守門人羅廷蔭及修士與“游百病”的人群發生口角，引發青岩教案。青岩團總趙蔚三（國澍）帶領團丁把張文瀾修士、陳昌呂修士及羅廷蔭捉到龍泉寺，並放火燒毀大修院。院長白伯多祿神父帶著部分修生逃走。胡主教多次要求釋放修士，但貴州提督田興恕拒絕。胡傅理便向法國代辦告急，法國代辦到總理衙門交涉。交涉期間，田興恕密令將3人及修院女廚王瑪爾大在青岩鎮謝家坡斬首。

### 開州教案
1862年2月13日元宵節，開州官員要求每戶捐搭龍燈和祭龍神。文乃爾神父拒絕信徒參與引發開州教案。田興恕以「破壞政令」罪名將文乃爾神父及4名信徒張天申、易貞美、吳學聖和陳顯恒處死。胡主教向法國代辦匯報，法國代辦向清政府交涉。事後，清政府將田興恕革職及充軍流放新疆，並將田興恕在貴陽城內六洞橋住宅，賠償作為南天主堂，兩教案共賠白銀1,200兩。其後，清政府另撥土地修建青岩天主堂。這時貴陽已經擁有5座教堂，即北堂、南堂、聖斯德望堂、六沖關天主堂和青岩天主堂。
1869年，胡縛理主教出席第一届梵蒂冈大公会议。1871年2月10日，主教由法国马赛启航返回中国。途经湖南省洞庭湖时，严重中暑，遂一病不起。1871年6月21日，胡縛理主教在貴州省去世，享年47岁，葬于贵阳大营坡墓地。